# Dodicilune Records
Dodicilune is een onafhankelijk Italiaans platenlabel, dat jazz uitbrengt. De meeste releases zijn van Italiaanse musici en groepen. Het werd in 1995 opgericht en is gevestigd in Lecce. Het label wordt gedistribueerd door International Record Distribution in Milaan.
Het label heeft verschillende sublabels, waaronder Fonosfere en Koiné. Het kreeg in 2010, 2011 en 2012 een Jazzit Award. Op het label is muziek uitgebracht van onder meer Lee Konitz, Kenny Wheeler, Brian Dickinson, Bruno Tommaso, Paolo Russo, Ferdinando Faraò, Federico Casagrande, Gianni Insalata, Anglani Silvia, Lucio Ferrara en Pierluigi Balducci.